# Вінс Яків Якович
Вінс, Яків Якович(23 квітня 1857 - 22 травня 1910) - німецький колоніст, великий землевласник, засновник села Надія.

## Біографія
Народився 23 квітня 1857 році в Молочанської колонії, Олександрівського узда, Катеринославської губернії.
12 квітня 1884 Яків одружився з Катериною Нейфельд. Перший час вони проживали в межах Молочанської колонії, де народилися їхні старші діти.
Приблизно, в кінці 1880-х років вони купили 480 десятин землі в районі села Гришине. Тут вони облаштовують свій хутір, який ними був названий Митровка. У 1912 році Я. Вінс для психіатричної лікарні «Бетані» вніс 10 рублів пожертвувань, а в 1918 році Катерина Вінс пожертвувала 100 рублів.
Помер 22 травня 1910 року у Митровка, де і був похований. За розповідями старожилів поруч з хутором знаходилося кладовище, на якому був великий пам'ятник з червоного граніту або мармуру. Цей могильний камінь більшовики потім використовували при будівництві пам'ятника Леніну в селі Добропілля.